# Hesdigneul-lès-Béthune
Hesdigneul-lès-Béthune är en kommun i departementet Pas-de-Calais i regionen Hauts-de-France i norra Frankrike. Kommunen ligger i kantonen Barlin som tillhör arrondissementet Béthune. År 2022 hade Hesdigneul-lès-Béthune 842 invånare.

## Befolkningsutveckling
Antalet invånare i kommunen Hesdigneul-lès-Béthune
| Referens: INSEE |